# Ernest Cunningham
Ernest G. Cunningham' (4 de julio de 1936-11 de junio de 2024) fue un político estadounidense y co-propietario de Cunningham, Inc. Nacido en Arkansas, se destacó como miembro de la Cámara de Representantes de Arkansas desde 1969 hasta 1998, representando al Distrito 98. Durante su extensa carrera legislativa, Cunningham fue reconocido por su liderazgo en asuntos fiscales y de educación, entre otros campos de interés público. Fue miembro del Partido Demócrata.
Cunningham fue un veterano de servicio público, siendo una figura clave en numerosas sesiones legislativas donde apoyó y patrocinó importantes proyectos de ley. Entre estos, se destacan la Enmienda a las Diversas Leyes de Incentivos Fiscales, la Ley de Portabilidad y Responsabilidad del Seguro de Salud de Arkansas de 1997, y la Ley que Requiere Cobertura de Compensación para Trabajadores en Instituciones Públicas de Educación Superior. Su compromiso con la claridad financiera en la educación y el desarrollo económico a través de políticas fiscales efectivas lo convirtió en una figura respetada tanto dentro como fuera del Capitolio estatal.
Además de su labor legislativa, Cunningham desempeñó roles clave en varios comités importantes, incluyendo la presidencia del Subcomité de Normas de la Cámara de Representantes y la presidencia del Comité de Ingresos y Tributación de la Cámara. Su dedicación al servicio público se extendió a través de su participación en el Comité Conjunto de Presupuesto y otros comités relacionados con políticas económicas, fiscales y de seguros.
Ernest Cunningham falleció el 11 de junio de 2024, a los 87 años.